# Raik
Raik is een stalen shuttle-achtbaan in het Duitse attractiepark Phantasialand.

## Klugheim en Taron
In oktober 2014 startten de werkzaamheden voor een volledig nieuw themagebied in Phantasialand, dat later de naam Klugheim meekreeg, een uitbreiding van het reeds bestaande themagebied Mystery. Daarvoor ging een oud cowboydorp tegen de vlakte, waar onder andere Silbermine gelegen was, een van de oudste attracties van het park.
Oorspronkelijk was er van de plannen voor Raik geen weet. Eerst werd Taron gebouwd en werd de omgeving uitvoerig aangekleed en gethematiseerd met grote rotspartijen. Wanneer de achtbaan af was, kwam Phantasialand met het verrassende nieuws een tweede achtbaan in hetzelfde gebied te zullen bouwen, Raik.

## Baanverloop
De trein wordt eerst achterwaarts omhoog gebracht door booster wheels en wordt bovenaan gedurende drie seconden vast gehouden. Daarna wordt de trein los gelaten, passeert hij door het station en zet daarna zijn rit verder door Klugheim. Op het einde van de baan rijdt de trein een schans omhoog waarna de trein door zwaartekracht opnieuw naar beneden valt en het baanverloop omgekeerd aflegt. De trein komt hierna opnieuw tot een stop in het station.

## Family Boomerang
Raik is een Family Boomerang van de Nederlandse attractiebouwer Vekoma. Raik is een van de grootste achtbanen van zijn soort. De baan is niet erg hoog en gaat niet al te snel en is daarom uitermate geschikt als alternatief voor mensen die niet in de heftige achtbaan Taron durven stappen, maar toch de gethematiseerde omgeving willen zien.

## Wereldrecords
Raik was bij zijn opening de snelste en langste Family Boomerang-achtbaan ter wereld.